# 프랑스의 대귀족제

공작급 대귀족의 문장 도안. 푸른색 장막과 보닛이 특징적이며, 가운데에는 "왕실기사단(Ordres du roi)" 경식이 위치한다.

프랑스의 대귀족제(프랑스어: Pairie de France 페리 드 프랑스[*])는 프랑스의 귀족들 중 몇몇 작위에 주어진 특수한 지위를 가리킴이다. 1180년경부터 그 존재가 나타나며, 귀족들 중에서도 소수만이 대귀족에 속했다. 1789년 프랑스 혁명 와중에 폐지되었으나 1814년 왕정복고 때 부활했다. 이후 프랑스 제1제국 붕괴 이후 영국처럼 상원의 역할을 하는 귀족원이 설치되었다. 1831년 10월 10일, 하원에서 대귀족 작위의 세습을 중단시킬 것을 324대 26으로 가결시켰으나 아직 생존 중인 대귀족의 작위는 박탈하지 않았다. 그러다 1848년 혁명이 일어나면서 모조리 박탈, 폐지되었다.
대귀족 작위 보유자를 프랑스의 대귀족(프랑스어: Pair de France 페르 드 프랑스[*])이라고 했다. 영국의 귀족제(Peerage)와 단어는 같지만 영국의 peerage는 남작 이상의 모든 귀족 전반을 가리키는 것인 반면 프랑스의 Pairie는 귀족 중에서도 최고위 귀족만을 가리킨다. 그 양태가 유사한 것으로는 스페인의 대귀족(Grandes)이 있다. 대귀족의 관에는 푸른색 보닛이 추가되어 일반 귀족과 구분된다.

대공작관
대후작관
대백작관

## 초기 12명의 프랑스 대귀족
| 랭스 대주교공 | 랑 주교공   | 랑그르 주교공 | 보베 주교백   | 샬롱 주교백 | 노아용 주교백 |
| 노르망디 공작 | 아키텐 공작 | 부르고뉴 공작 | 플랑드르 백작 | 샹파뉴 백작 | 툴루즈 백작   |

12세기부터 대귀족으로 지정된 작위는 랭스 대주교공, 랑 주교공, 랑그르 주교공, 보베 주교백, 샬롱 주교백, 누아용 주교백, 부르고뉴 공작, 노르망디 공작, 아키텐 공작, 툴루즈 백작, 플랑드르 백작, 샹파뉴 백작의 총 12개다.
이후 1259년에서 1789년 사이에 "신대귀족(Pairs tardifs)"이 지정되었는데, 그것에 대해서는 프랑스의 대귀족 목록 참조.

### 6명의 성직제후

#### 랭스 대주교공
- 1) 1200-1202 기욤 드 샹파뉴 (1135-1202)
- 2) 1204-1206 기 파레 (+1206)
- 3) 1207-1218 알베리크 드 욍베르 드 오트빌리에 (+1218)
- 4) 1219-1226 기욤 드 주앵빌 (+1226) (이전 랑그르 주교)
- 5) 1227-1240 앙리 드 드뢰 (1193-1240) (이전 샬롱 주교)
- 6) 1244-1249 쥐엘 드 마트펠롱 (+1249)
- 7) 1251-1263 토마 드 보메츠 (+1263)
- 8) 1266-1270 장 1세 드 쿠르트네-샹피녤 (1226-1270)
- 9) 1274-1298 피에르 바르베 (+1298)
- 10) 1299-1324 로베르 드 쿠르트네-샹피녤 (1251-1324)
- 11) 1324-1334 기욤 드 트리 (+1334)
- 12) 1334-1351 장 2세 드 비엔 (+1351)
- 13) 1351-1352 위그 다르시 (+1352) (이전 랑 주교)
- 14) 1352-1355 욍베르 2세 드 비에누아 드 라 투르 뒤 팽 (1312-1355)
- 15) 1355-1373 장 3세 드 크랑 (+1373)
- 16) 1373-1375 루이 테자르 (+1375)
- 17) 1376-1389 리샤르 피크 드 브장송 (+1389)
- 18) 1389-1390 페리 카시넬 (+1390)
- 19) 1390-1409 기 드 루아예 (+1409)
- 20) 1409-1413 시몽 드 크라모 (+1429)
- 21) 1413 피에르 트루소 (+1413)
- 22) 1414-1444 르노 드 샤르트르 (+1444) (이전 보베 주교)
- 23) 1449-1473 장 2세 주브넬 데쥐르생 (1388-1473) (이전 랑 주교)
- 24) 1445-1449 자크 주브넬 데쥐르생 (1410-1457)
- 25) 1473-1493 피에르 드 라발 드 몽포르 (+1493)
- 26) 1493-1497 로베르 브리소네 (+1497)
- 27) 1497-1507 기욤 브리소네 (1445-1514)
- 28) 1507-1508 샤를-도미니크 드 카레토 (1454-1514)
- 29) 1508-1532 로베르 드 레농쿠르 (+1532)
- 30) 1533-1538 장 3세 드 로렌 (1498-1550)
- 31) 1538-1574 샤를 드 로렌 (1524-1574)
- 32) 1574-1588 루이 드 로렌 (1555-1588)
- 33) 1591 필리프 드 레농쿠르 (1527-1591) (이전 샬롱 주교)
- 34) 1592-1594 니콜라 드 펠르베 (1518-1594)
- 35) 1594-1605 필리프 뒤 베크 (1520-1605)
- 36) 1605-1621 루이 드 로렌 (1575-1621)
- 37) 1622-1629 가브리엘 지포르 드 생트-마리 (1554-1629)
- 38) 1629-1641 앙리 2세 드 기즈(1614-1664)
- 39) 1641-1651 레오노르 데스탕프 드 발랑세 (1589-1651)
- 40) 1651-1657 앙리 2세 드 사부아-느무르  (1625-1659)
- 41) 1657-1671 앙토니오 바르베리니 (1607-1671)
- 42) 1671-1710 샤를-모리스 르 텔리에 드 루부아 (1642-1710)
- 43) 1710-1721 프랑수아 드 마이-넬 (1658-1721)
- 44) 1721-1762 아르망-쥘 드 로앙-게므네 (1695-1762)
- 45) 1762-1777 샤를-앙투안 드 라 로슈-에몽  (1697-1777)
- 46) 1777-1790 알렉상드르 앙젤리크 드 탈레랑-페리고 (1736-1821)

### 6명의 세속제후

#### 부르고뉴 공작
부르고뉴는 1477년 왕실 직할령으로 재편입.
- 1) 외드 3세 (1166-1218), 부르고뉴 공작 (1193-1218)

- 2) 위그 4세 (1213-1272), 부르고뉴 공작 (1218-1272)
- 3) 로베르 2세 (v.1249-1306), 부르고뉴 공작 (1272-1306)
- 4) 위그 5세 (1294-1315), 부르고뉴 공작 (1306-1315)
- 5) 외드 4세 (1295-1349), 부르고뉴 공작 (1315-1349)
- 6) 필리프 1세 드 루브르 (1346-1361), 부르고뉴 공작 (1349-1361)
- 7) 호담공 필리프 2세 (1342-1404), 부르고뉴 공작 (1364-1404)
- 8) 용맹공 장 (1371-1419), 부르고뉴 공작 (1404-1419)
- 9) 선량공 필리프 3세 (1396-1467), 부르고뉴 공작 (1419-1467)
- 10) 용담공 샤를 (1433-1477), 부르고뉴 공작 (1467-1477)

#### 노르망디 공작
노르망디는 1204년 왕실 직할령으로 재편입.
- 1) 사자심공 리샤르 1세 (1157-1199), 노르망디 공작 (1189-1199), 잉글랜드 왕
- 2) 실지공 장 (1167-1216), 노르망디 공작 (1199-1203), 잉글랜드 왕
- 3) 선량공 장 (1319-1364), 노르망디 공작 (1331-1350), 이후 프랑스 왕 장 2세
- 4) 현명공 샤를 (1338-1380), 노르망디 공작 (1355-1364), 프랑스 왕세자, 이후 프랑스 왕 샤를 5세
- 5) 샤를 드 프랑스 (1446-1472), 노르망디 공작 (1465-1469) 이후 기엔 공작

#### 아키텐 공작이후 기엔 공작
아키텐·기엔은 1453년 왕실 직할령으로 재편입.

## 후기 귀족

### 13세기
- 브르타뉴 공작
- 앙주 백작 이후 공작
- 아르투아 공작

### 14세기
- 샤토뇌방티므레 남작
- 푸아투 백작
- 라 마르슈 백작
- 에브뢰 백작 이후 공작
- 앙굴렘 백작 이후 공작
- 모르탱 백작
- 에탕프 백작
- 부르봉 공작
- 보몽르로제 백작
- 클레르몽앙보베지 백작
- 멘 백작
- 오를레앙 공작
- 발루아 백작 이후 공작
- 느베르 백작 이후 공작
- 르텔 백작 이후 르텔마자랭 공작
- 망트제묄랑 백작
- 마콩 백작
- 베리 공작
- 오베르뉴 공작
- 투렌 공작
- 베르튀 백작
- 알랑송 백작 이후 공작
- 몽펠리에 남작
- 포레 백작
- 로아네 남작 이후 공작
- 블루아 백작
- 샤르트르 백작 이후 공작
- 뒤누아 자작 이후 공작
- 페르앙타르드누아 남작
- 샤토티에리 공작
- 페리고 백작

### 17세기
- 로앙 공작
- 쉴리 공작
- 프롱사크 공작
- 당빌 공작
- 브리삭 공작
- 그랑세 공작
- 레디기에르 공작
- 슈브뢰즈 공작
- 샤토루 공작
- 뤼인 공작
- 벨가르드 공작
- 캉달 공작
- 숄른 공작
- 라 로슈귀용 공작
- 라 로슈푸코 공작 1622년 공작위 창설. 작위 소유자 6명.
  - 1) 프랑수아 5세 드 라 로슈푸코 (1588-1650), 라 로슈푸코 공작 (1622-1650)
  - 2) 프랑수아 6세 드 라 로슈푸코 (1613-1680), 라 로슈푸코 공작 (1650-1671) 겸 작가
  - 3) 프랑수아 7세 드 라 로슈푸코 (1634-1714), 라 로슈푸코 공작 (1671-1713)
  - 4) 프랑수아 8세 드 라 로슈푸코 (1663-1728), 라 로슈푸코 공작 (1713-1728)
  - 5) 알렉상드르 드 라 로슈푸코 (1690-1762), 라 로슈푸코 공작 (1728-1762)
  - 6) 루이 알렉상드르 드 라 로슈푸코 (1743-1792), 라 로슈푸코 공작 (1762-1790)
- 라 발레트 공작
- 프롱트네 공작
- 리슐리외 공작 : 1631년 공작위 창설. 작위 소유자 4명.
  - 1) 아르망 장 뒤 플레시 (1585-1642), 리슐리외 공작 (1631-1642) 겸 프롱사크 공작, 추기경
  - 2) 아르망 장 드 비녜로 뒤 플레시 (1629-1718), 리슐리외 공작 (1642-1715) 겸 프롱사크 공작
  - 3) 루이 아르망 드 비녜로 뒤 플레시 (1696-1788), 리슐리외 공작 (1715-1788) 겸 프롱사크 공작
  - 4) 루이 앙투안 드 비녜로 뒤 플레시 (1736-1791), 리슐리외 공작 (1788-1790) 겸 프롱사크 공작

- 퓌로랑스 공작
- 생시몽 공작 : 1635년 공작위 창설. 작위 소유자 4명.
  - 1) 클로드 드 루브루아 (1607-1693), 생시몽 공작 (1635-1693)
  - 2) 루이 드 루브루아 (1675-1755), 생시몽 공작 (1693-1723, 1754-1755) 겸 작가
  - 3) 자크 루이 드 루브루아 (1698-1746), 뤼펙 공작 겸직 (1723-1746)
  - 4) 아르망 장 드 루브루아 (1699-1754), 뤼펙 공작 겸직 (1746-1754)
- 라 포르스 공작
- 발랑티누아 공작
- 그라몽 공작
- 콜리니 공작
- 샤티용/루앵 공작
- 에스트레 공작

## 같이 보기
- 프랑스의 대귀족 목록